# ارگ شیخ بهایی
ارگ شیخ بهایی یا هفت برج خارون ارگی است واقع در شهر نجف آباد در استان اصفهان. این ارگ در جنوب شرقی شهر نجف آباد، محله جوی خارون، بهارستان واقع شده‌است.
ارگ شیخ بهایی بزرگترین مجموعه تفریحی در غرب این استان می‌باشد.

## ویژگی‌ها

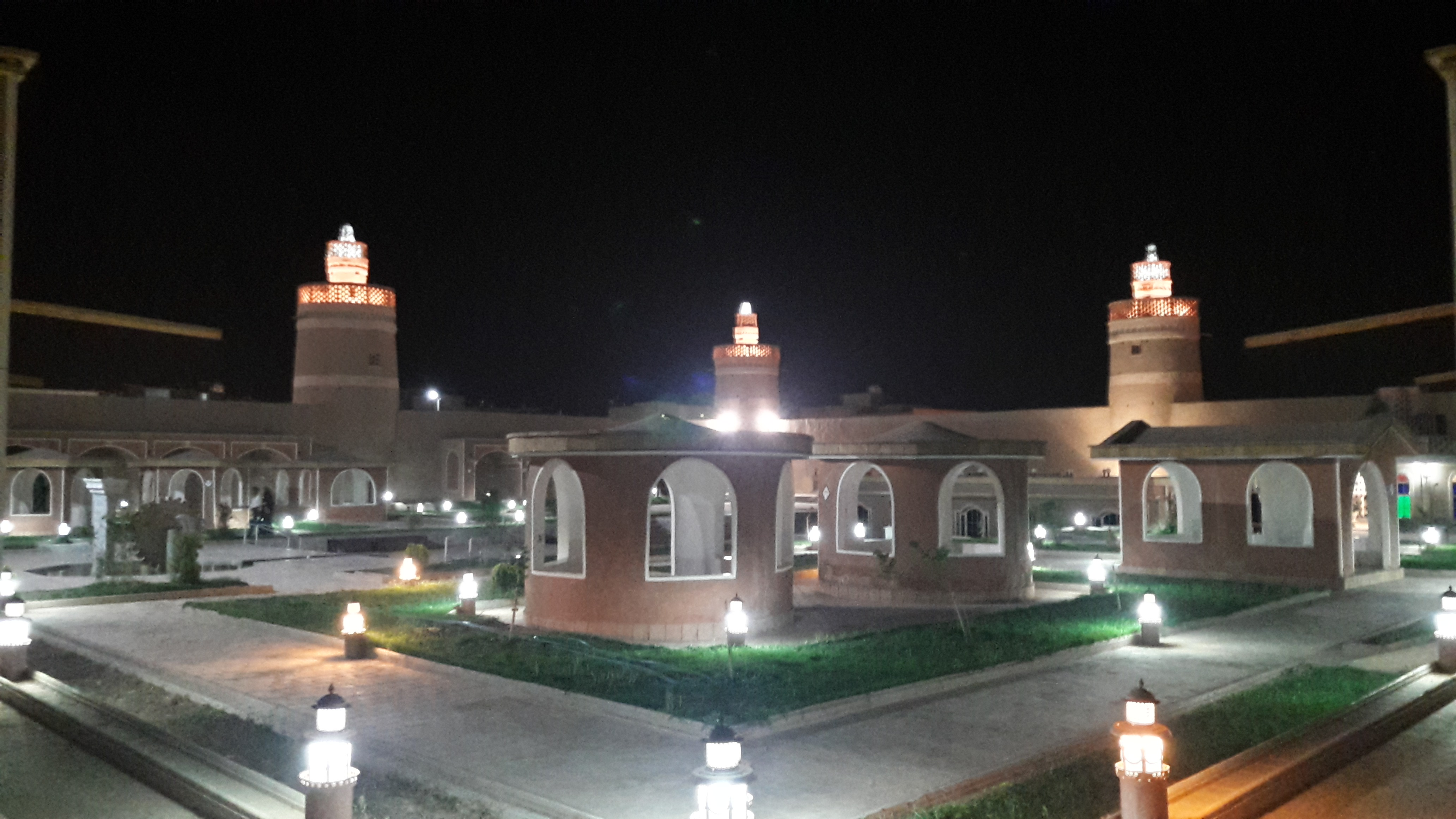
نمای داخلی ارگ

ارگ در حصار باغی به مساحت ۳۰۰۰ متر مربع واقع شده‌است و هفت برج دارد شش تا از این برج‌های بی‌نظیرکه در حقیقت کبوترخانه‌اند. مانند این برج‌ها را تنها در شهر تبریز می‌توان یافت. هر برج حدود ۱۴ متر ارتفاع دارد. این برج‌ها با دیوارهای کاهگلی به ارتفاع ۴ متر به یکدیگر وصل شده‌اند. تقسیم‌بندی برج‌ها در زاویه‌ها و اضلاع دیوارها و نیز سر در ورودی این مجموعه منظره‌ای زیبا به وجود آورده که به وسیله هشتی و اتاق‌هایی در بالا، پایین و زیرزمین، ورودی به ارگ را ممکن می‌سازد.
با تبدیل ارگ به مجموعه فرهنگی و تاریخی شیخ بهایی قسمت‌های دیگر چون آبنما، چایخانه سنتی، محوطه فرهنگی-تفریحی و فضای سبز به ارگ افزوده شده‌است.

## کاربرد
ارگ شیخ بهایی یا همان «هفت برج خارون» در گذشته به منظور فراهم کردن کود حیوانی (پرندگان) احداث شده و به جهت
مصارف کشاورزی مورد استفاده قرار می‌گرفت که در سالهای اخیر رو به نابودی و تخریب بود.

## بازسازی
این اثر به وسیله شهرداری و تنی چند از میراث دوستان شهر نجف آباد به نام طرح گردشگری ارگ شیخ بهایی بازسازی شده‌است. اعتبار اولیه طرح هفتاد میلیون تومان بود که با هزینه‌ای بالغ بر سی صد میلیون تومان پس از دو سال تلاش شهرداری نجف آباد جهت ثبت آن در آثار ملی کشور، تکمیل و مورد بهره‌برداری قرار گرفت. این بنا توسط شهرداری نجف آباد از سال ۱۳۸۲ مورد مرمت و بازسازی قرار گرفته‌است و در سال ۱۳۸۴ به عنوان اولین مجموعه فرهنگی، گردشگری افتتاح و مورد بهره‌برداری قرار گرفت و جزو آثار تاریخی به ثبت سازمان میراث فرهنگی کشور رسیده‌است.

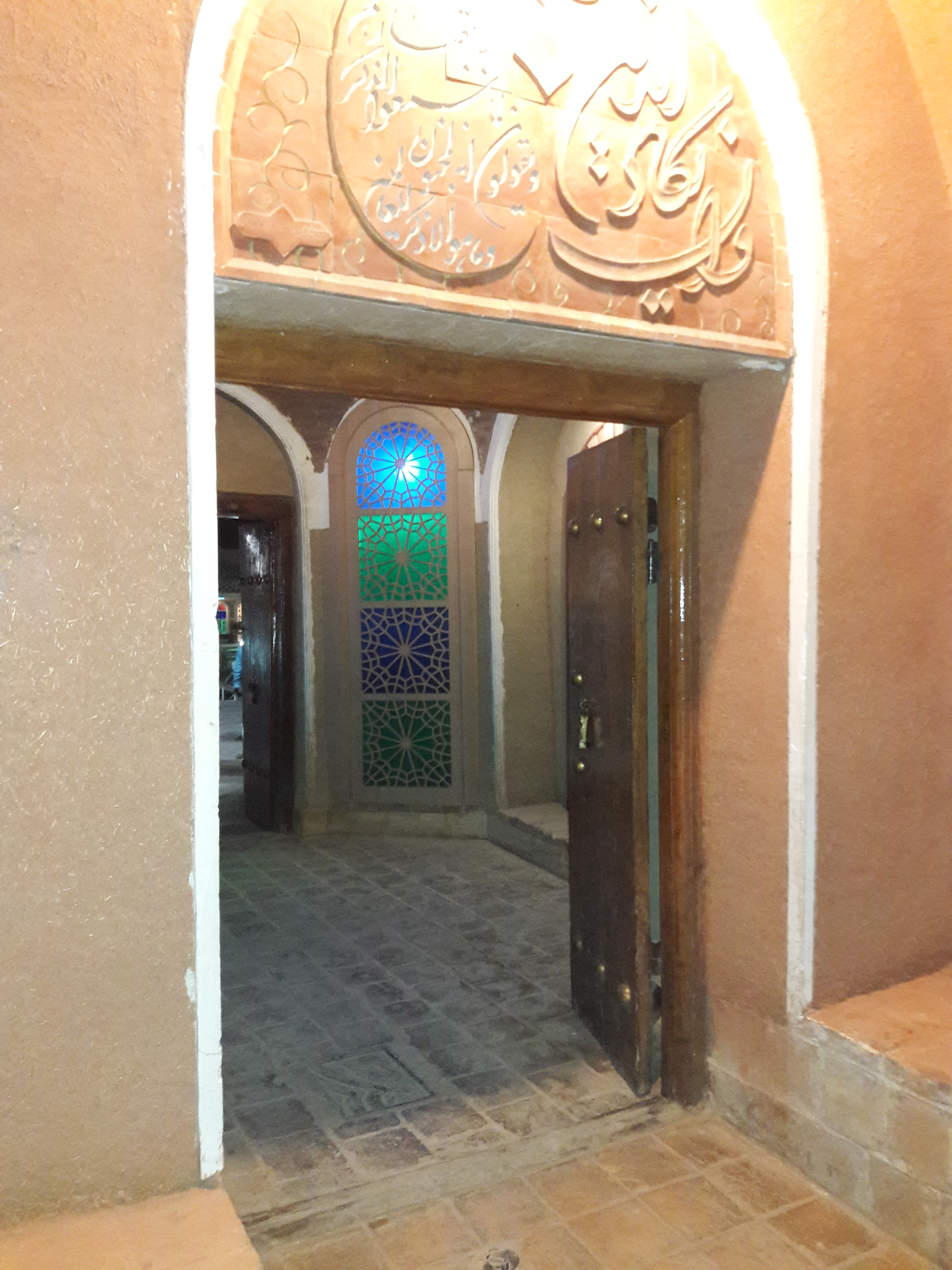
ورودی برج کبوترخانه‌های باغ قلعه جوی خارون

## نشانی
ارگ شیخ بهایی در جنوب شرقی شهر نجف آباد، محله جوی خارون، شهر نجف آباد واقع شده‌است.

## پیوند به بیرون

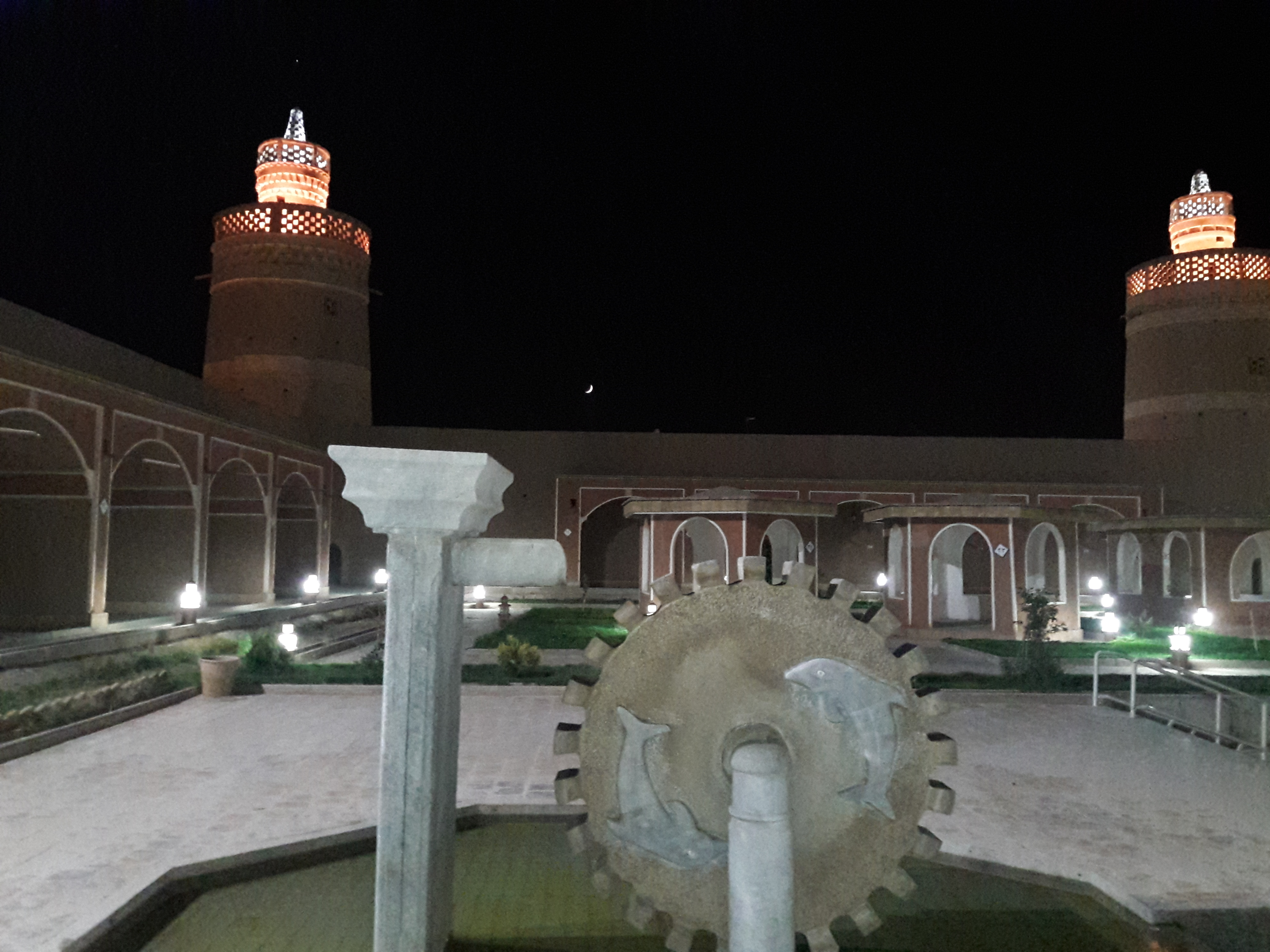
داخل ارگ

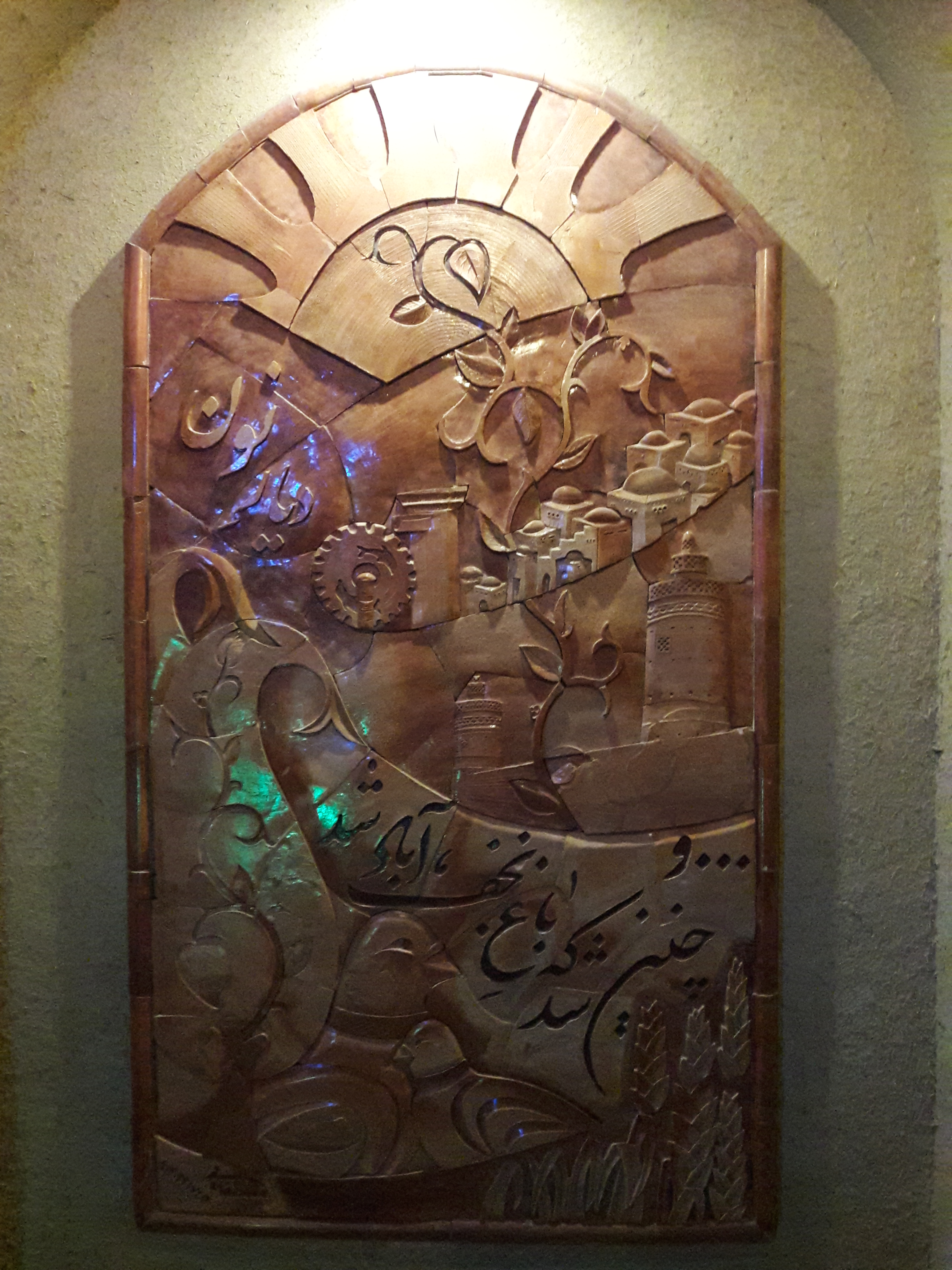
اثری در ورودی ارگ

## لینک‌های مرتبط

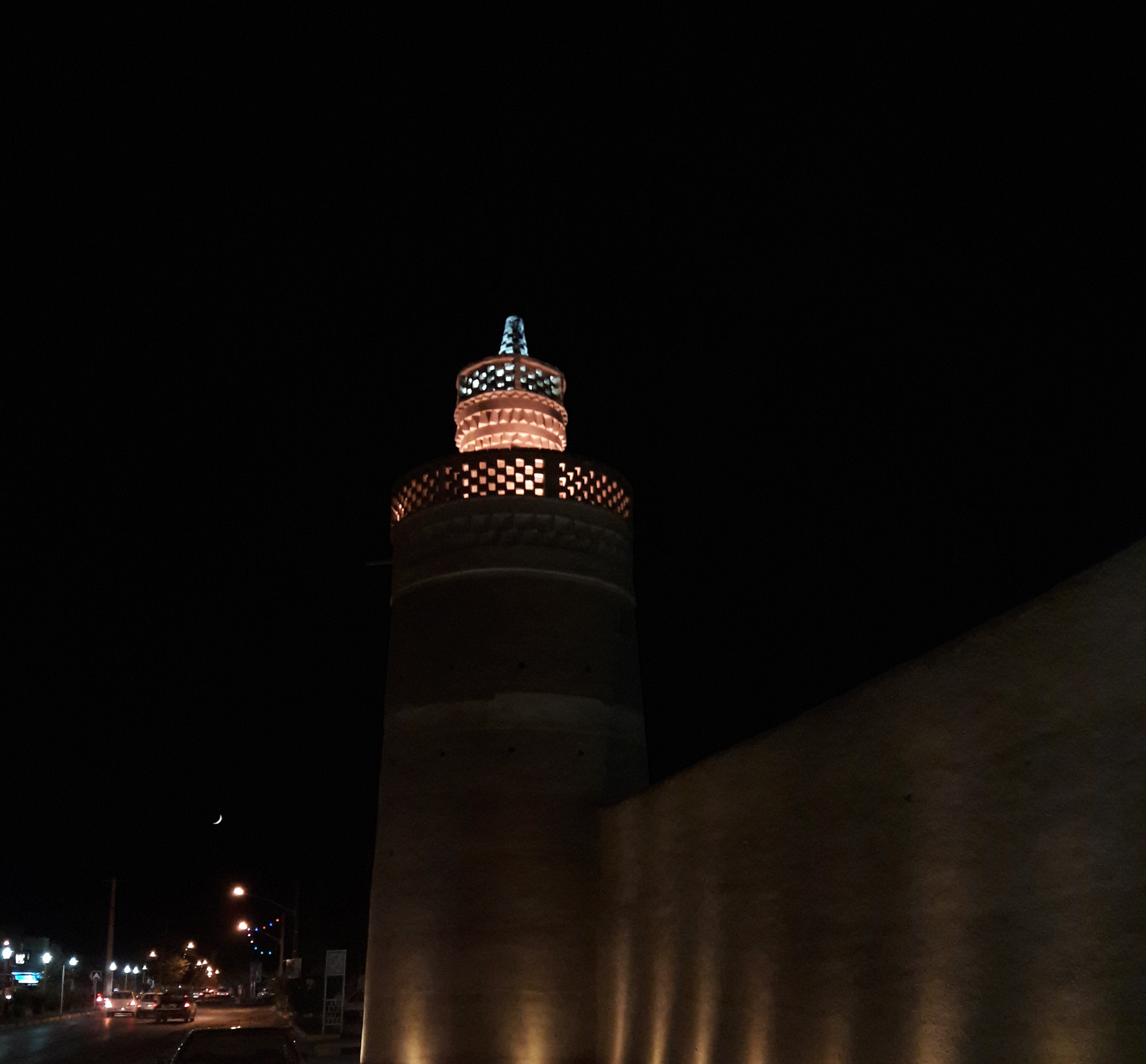
نمای بیرونی ارگ

- تصاویری از ارگ شیخ بهایی اصفهان بایگانی‌شده  در ۲۹ مارس ۲۰۱۴ توسط Wayback Machine